# Kacykowce
Kacykowce (Cacicinae) – ponownie wyodrębniona podrodzina ptaków z rodziny kacykowatych (Icteridae).

## Zasięg występowania
Podrodzina obejmuje gatunki występujące od Meksyku do Argentyny i Urugwaju.

## Systematyka
Do podrodziny należą następujące rodzaje:
- Cassiculus – jedynym przedstawicielem jest Cassiculus melanicterus – kacykowiec meksykański
- Psarocolius
- Procacicus – jedynym przedstawicielem jest Procacicus solitarius – kacykowiec samotny
- Cacicus